# KiEw
Pour les articles homonymes, voir Kiew.
KiEw est un groupe allemand de power noise, originaire de Lunebourg.

## Histoire
KiEw est formé fin 1990 par Andreas Thedens à Lunebourg. Après des expériences sonores dada-industriel d'avant-garde au début, la musique évolue vers le rhythm 'n' noise. KiEw est influencé par la techno, le breakbeat et le punk rock dans son son original et souvent peu accrocheur. Les thèmes centraux de KiEw sont les troubles psychiques, la schizophrénie, les asiles et les formes de thérapie comme la vidéothérapie, l'audiothérapie ou la thérapie par la danse, qui trouvent leur expression lors des concerts et des performances.
Le premier line-up de KiEw se compose du fondateur Andreas « Thedi » Thedens et de ses amis d'école Thilo Eichenberg, Birk Lübberstedt et Jan Michel Luckow. Tassilo Schmitt et Thomas « Biwi » Bierbach rejoignent le groupe lors des premières sessions d'enregistrement, tandis que Lübberstedt quitte le groupe en 1991 après les premières sessions. En décembre 1993, KiEw fait ses débuts en live dans la salle communale d'Ochtmissen, près de Lunebourg. Peu avant, Schmitt, qui ne s'identifiait plus à la musique et aux objectifs de KiEw, et Eichenberg, qui participait encore aux répétitions, quittent le groupe. Matthias Kulcke devient le nouveau guitariste à sa place et Stephan « Thiemi » Thiemicke le nouveau bassiste. À cette époque, tous deux faisaient également partie du groupe Mohai avec Martin Mälzer et Thorsten Krolow.
KiEw publie de nombreuses mini-cassettes et CD-R, parfois en édition très limitée, au cours de la première décennie, avant de signer chez Out of Line en 2000. En 2000, Thomas Bierbach et Jan Michel Luckow quittent également le groupe. KiEw reste un trio jusqu'en 2010, date à laquelle Martin Mälzer devient le quatrième membre officiel. Auparavant, Mälzer avait déjà participé activement à quelques enregistrements vocaux sur les albums publiés, apparaissait en tant qu'invité spécial lors de concerts et, depuis 2009, assiste de temps à autre Hauke Dressler, l'ingénieur du son scénique de KiEw, pour le son live. En 2017, Mälzer quitte le groupe et KiEw redevient un trio.
En 2016, Andreas Thedens fonde son propre label DIY, sur lequel sont parues plusieurs sorties de KiEw, en plus d'autres projets de l'entourage du groupe. Le 19 février 2016, KiEw fête son 25e anniversaire lors d'un festival au Hafenklang de Hambourg. Le 2 octobre 2016, une édition Leipzig de la fête d'anniversaire a lieu au Moritzbastei, et le 3 février 2018, le 27e anniversaire est de nouveau célébré par un festival exubérant au Hafenklang. En 2020, KiEw sort le single Precinct 17 sur son propre label Fischfleischplatten,. Toujours en 2020, pendant le confinement lié à la pandémie de Covid-19, KiEw donne un concert radio dans l'émission Neue Sülze sur Radio ZuSa, qui sort ensuite sous forme d'album live sous le nom de Live @ Sülzival 2020 sur Fischfleischplatten en version numérique. 

## Discographie

### Albums studio
- 1998 : kiew killz! (CDr, édition limitée à 111 exemplaires)
- 2001 : Divergent (CD, Out of Line)
- 2004 : Audiotherapy (CD + DVD, Out of Line)
- 2005 : Exit #72 (CD, album remix, Out of Line)
- 2006 : Visite (CD, Out of Line ; édition limitée)
- 2010 : mental [per]mutation[4] (2 CD, Out of Line à 555 exemplaires)
- 2020 : Live @ Sülzival 2020 (numérique)

### Singles et EP
- 1997 : Sauberkeit (CDr, EP, édition limitée)
- 1999 : Aas, 500m (CDr,  EP, édition limitée)
- 2000 : Feierabend (CD, EP, KickBox / Out of Line)
- 2003 : Diskette[5] (CD, EP, Out of Line)
- 2004 : Festplatte (12", Out of Line ; limité à 300 exemplaires vinyles)
- 2020 : Precinct 17 (numérique, single, Fischfleischplattem)
- 2021 : Retrograd VII-IX Remixed (numérique, single, Fischfleischplattem)

### Sorties pré-KiEw
- 1991 : Operationssaal (MC, limitée à 10 exemplaires)
- 1992 : Kühlschrank (MC, limitée à 10 exemplaires)
- 1993 : Untitled (MC, limitée à 10 exemplaires)
- 1994 : Die Geburt deines Kalbes erfüllt unser Dorf mit Freude (mini-cassette)

### Remixes
- 2002 : Stendal Blast (de) – Hinter den Fenstern (KiEw Klub Mix)
- 2003 : Hocico – Without a God (Left In Ruins by KiEw)
- 2003 : Snow in China – Mindsucker (Re:sucked by KiEw)
- 2003 : Decoded Feedback – Phoenix (KiEw Reconstruction)
- 2004 : Ayria – Disease (KiEw REtroMIX)
- 2004 : Snakeskin – Melissa (Recalled by KiEw)
- 2004 : Kontrast – Nr. 1 in der Hölle (KiEw ReKonstrukt)
- 2005 : Unter Null – Destroy Me (Redestruction by KiEw)
- 2005 : Xotox – Rsketensommer (V2 Deconstruction by KiEw)
- 2008 : Patenbrigade Wolff – Ostberliner Bauarbeiter (Rohbau Remix by KiEw)
- 2009 : Caustic – Pull The Pin (Pushed by KiEw)
- 2010 : Maelstrom Inc. – Hit Me (KiEw Reconstruction)
- 2012 : Hocico – Polarity (Mixed Bipolar Disorder by KiEw)
- 2014 : Uijuijui – Harmonie am Elbstrand (Remix by KiEw)
- 2014 : Xotox – Slå Tillbaka (Remix by KiEw)
- 2017 : Hackedei – Matschimatschi (Rematsched von KiEw)
- 2019 : TC75 – Walking on Glass (Remix by KiEw)